# Do Somethin'
"Do Somethin'" är den tredje och sista singeln från Britney Spears album Greatest Hits: My Prerogative. Låten är skriven och producerad av de svenska Bloodshy & Avant, som också producerade Britneys förra hitsingel "Toxic".

## Musikvideo
Britney regisserade musikvideon för "Do Somethin'" och hade assistans av Billy Woodruff ("Born To Make You Happy, "Overprotected"). Efter ett intro, som tar tittaren genom en futuristisk metalltunnel som kommer till en dörr med texten "Mona Lisa", ser man Britney och hennes vänner dansa. De är på väg in till Britneys Hummer för att köra bland molnen. Klubben som de är på väg till heter "Hole in the wall". När de är där, försöker Britney och vännerna få upp stämningen genom att dansa. De slutar med att Britney sjunger i mikrofonen med hennes vänner och ett band.

## Listframgångar
Även om "Do Somethin'" aldrig var officiellt släppt i USA, så kom den med på Billboard Hot 100. Men nedladdningarna var väldigt svaga och singeln debuterade på #49  på Hot Digial Songs.
Succén för "Do Somethin'" blev bättre globalt, där den nådde topp tio i många länder. Singeln rankades #6 i Storbritannien och sålde 90 000 exemplar.
I Latinamerika blev singeln Britneys fjärde bidrag på Latinamerika Top 40. Singeln debuterade på #35 i april 2005, och #12 sex veckor senare.
| Lista (2005)                     | Position |
| -------------------------------- | -------- |
| Argentinska Singellistan         | 5        |
| Australian ARIA Singellistan     | 8        |
| Österrikiska Singellistan        | 21       |
| Belgiska Singellistan            | 9        |
| Brasilianska Singellistan        | 2        |
| Kanadensiska Singellistan        | 16       |
| Chilenska Singellistan           | 16       |
| Danska Singellistan              | 4        |
| Holländska Singellistan          | 13       |
| Europa Hot 100 Singlar           | 7        |
| Franska singellistan             | 70       |
| Tyska singellistan               | 18       |
| Irländska singellistan           | 4        |
| Italienska singellistan          | 2        |
| Latinamerika Top 40              | 12       |
| Norska singellistan              | 12       |
| Sverigetopplistan                | 10       |
| Schweiziska singellistan         | 11       |
| UK Singles Chart                 | 6        |
| U.S. Billboard Hot 100           | 100      |
| U.S. Billboard Hot Digital Songs | 49       |
| U.S. Billboard Pop 100           | 63       |

## Formationer och låtlista
| UK CD Single 1. "Do Somethin'" — 3:22 2. "Do Somethin'" [DJ Monk's Radio Edit] — 4:12 UK Promo Remixes CD 1. "Do Somethin'" — 3:22 2. "Do Somethin'" [DJ Monk's Radio Edit] — 4:12 3. "Do Somethin'" [Thick Vocal Mix] — 7:59 4. "Everytime" [Valentin Remix] — 3:25 UK Promo CD 1. "Do Somethin'" — 3:22 | UK Maxi-Single CD 1. "Do Somethin'" — 3:22 2. Enhanced With "Do Somethin'" & "Chris Cox Megamix" Videos Europe/Australia CD Single 1. "Do Somethin'" — 3:22 2. "Do Somethin'" [DJ Monk's Radio Edit] — 4:12 3. "Do Somethin'" [Thick Vocal Mix] — 7:59 4. "Everytime" [Valentin Remix] — 3:25 |

## Remixar/Officiella versioner
- Album version — 3:22
- Instrumental — 3:22
- DJ Monk's Radio Edit — 4:12
- DJ Monk's Club Mix — 5:43
- Thick Radio Edit — 3:37
- Thick Vocal Mix — 7:59